# The Lovecats
"The Lovecats" é um single da banda inglesa The Cure, lançado dia 18 de outubro de 1983 pela gravadora Fiction Records. 
Foi o primeiro single Top 10 da banda no Reino Unido, chegando ao número 7. Também chegou ao número 6 nas parardas australianas em 1984. O single apareceu posteriormente na compilação Japanese Whispers, lançado em dezembro de 1983.
Diferentemente dos singles mais famosos do grupo, "The Lovecats" é raramente tocado ao vivo devido a complexidade da canção e a dificuldade em recriar alguns sons dela. A canção ganhou em 2005 um cover do cantor canadense Paul Anka, em um álbum chamado Rock Swings, onde ele faz versões em swing de canções famosas de rock.

## Faixas

### Vinil de 7 polegadas
1. "The Lovecats" - 3:33
2. "Speak My Language" - 2:39

### Vinil de 12 polegadas
1. "The Lovecats" (versão estendida) - 4:37
2. "Speak My Language" - 2:39
3. "Mr. Pink Eyes" - 2:45